# Sebastian Vierheilig
Johann Sebastian Georg Vierheilig (* 8. Mai 1762 in Würzburg; † 6. Januar 1805 ebenda) war ein deutscher Universitäts-Buchbinder in Würzburg.

## Familiäre Zusammenhänge
Sebastian Vierheilig stammte aus einer Familie von Würzburger Universitätsbuchbindern. Sein Vater (Johann) Jacob Vierheilig (1721–1793) war aus Mainz zugezogen und hatte am 16. Juni 1749 Maria Barbara, die Tochter des Universitätsbuchbinders Georg Joseph Fesenmeyer, geheiratet und das Bürgerrecht erworben, nachdem er zuvor am 2. Juni sein Meisterstück vorgelegt hatte. Nach dem Tod seines Vaters erwarb Sebastian am 14. August 1794 das Bürgerrecht. Am 8. Mai 1797 heiratete er Barbara Striefler (geb. 1772), die Tochter des Würzburger Schustermeisters Caspar Striefler und der Magdalena, geb. Zorn, aus Mergentheim. Das Ehepaar bekam vier Kinder. Am 6. Januar 1805 starb Sebastian Vierheilig in Würzburg an Lungenentzündung und wurde noch am selben Tag beerdigt. Vierheilig wohnte in der (Domer) Pfaffengasse, der heutigen Bibrastraße.

## Leben und Wirken
Schon früh zeigte sich bei Sebastian ein großes zeichnerisches Talent. Während seine älteren Brüder Theologie bzw. Jura studierten, nahm ihn sein Vater in der eigenen Werkstatt in die Lehre. Danach begab sich Sebastian auf die vorgeschriebenen Wanderjahre als Geselle. Laut der Würzburger Buchbinderordnung waren nach der Lehrzeit von drei Jahren drei Jahre Wanderschaft vorgeschrieben, abschließend dann ein Jahr Arbeit bei zwei ortsansässigen Meistern. Für Meistersöhne – was Sebastian betraf – war die Wanderzeit auf zwei Jahre verkürzt und das Arbeitsjahr entfiel. Über die Wanderjahre konnten bisher keine archivalischen Belege gefunden werden. Daher ist unbekannt, in welchen Ländern er sich aufhielt. Ziemlich sicher war er in Wien.
Nach der Rückkehr nach Würzburg arbeitete Sebastian in der Werkstatt seines Vaters mit. Nach dessen Tod erhielt er die Stelle als Universitätsbuchbinder am 22. Mai 1794. Nunmehr setzte er die unterschiedlichen Techniken der Einbandverzierung, die er auf seiner Wanderschaft kennengelernt hatte, um und führte seinen eigenen Stil in die Einbandgestaltung ein. Er bestand in der Einführung des klassizistischen Dekors, für den die Terminologie „Etruscan Style“ gebraucht wird. Diese Art der Einbanddekoration kam im 18. Jahrhundert in England auf und ist ein Beispiel für die Antikenrezeption, die damals durch verschiedene Einflüsse (z. B. die Sammlung antiker Vasen des englischen Gesandten in Neapel, Sir William Hamilton, die Bilderzyklen des Zeichners John Flaxman und Josiah Wedgwoods Porzellan) umgesetzt wurde.
Vierheilig erfand eine Technik, die Buchdeckel mit klassischen Figuren zu versehen, eine Kombination aus Radierung und Federzeichnung auf einem schablonierten Mittelfeld. Diese hielt er geheim. Auch stattete er Bücher mit der Bemalung des Schnitts im sogenannten Fore-edge Painting aus. Hierbei wird auf den schräg gepressten Buchblock eine Malerei aufgebracht, die beim Geradestellen unter einem darübergelegten Goldschnitt nicht zu sehen ist. Diese Technik praktizierte Sebastian Vierheilig als erster Buchbinder in Deutschland.
Aufgrund der von ihm angewandten und zur Vollendung weiterentwickelten innovativen Technik der Einbandgestaltung nimmt Sebastian Vierheilig um das Jahr 1800 eine herausragende Stellung als deutscher Buchbinder ein. Er hatte einen großen Kundenkreis im In- und Ausland, bis nach Russland.
In der Universitätsbibliothek Würzburg sind zahlreiche Einbände der Werkstatt Vierheiligs zu finden. Das Stadtarchiv Würzburg besitzt mit dem „Fundationsbrief der Stiftung Hueberspflege“ (Ratsbuch 380) einen hervorragend schönen Einband von Sebastian Vierheilig, den dieser mit seinem Namen signiert hat.

## Werkstattnachfolge
Vierheiligs Werkstatt arbeitete nach seinem frühen Tod weiter, zunächst unter Leitung der Witwe Barbara Vierheilig. Diese heiratete am 19. November 1805 ihren Gesellen Stephan Ringelmann, nachdem er Meister geworden war. Er verstarb jedoch bereits 1809. Die nun zum zweiten Mal verwitwete Barbara Ringelmann führte das Geschäft wiederum mit Hilfe eines Gesellen, Franz von Paula Schwerdtlen, weiter. Der Betrieb blieb in der Familie: Franz Xaver Vierheilig, der Enkel Sebastians und dessen Sohn Georg waren ebenfalls Buchbinder und arbeiteten wie ihr Vorfahr für die Universität.